# Kim Mi-sook
Kim Mi-sook (10 de junho de 1962) é uma ex-handebolista sul-coreana campeã olímpica.
Fez parte da geração de ouro sul-coreana, medalha de prata, em Los Angeles 1984.